# 菲涅耳方程

波的部分的振幅经过由低到高折射率的介质的反射和折射

菲涅耳方程（或称菲涅耳条件）是由法国物理学家奥古斯丁·菲涅耳推导出的一组光学方程，用於描述光在两种不同折射率的介质中传播时的反射和折射。方程中所描述的反射因此还被称作“菲涅耳反射”。

## 简介
当光从一种折射率为{\displaystyle n_{1}\,}的介质向另一种折射率为{\displaystyle n_{2}\,}的介质传播时，在两者的交界处（通常称作界面）可能会同时发生光的反射和折射。菲涅尔方程描述了光波的不同分量被折射和反射的情况，也描述了波反射时的相变。
方程成立的条件是：介质间界面是光滑平面，介质是均匀并且各向同性的；入射光是平面波；边际效应可被忽略。

### s 和 p 偏振

入射面由入射辐射的传播向量和表面的法向量定义

有两个系数可以描述入射光的两种不同的线偏振分量。由于任何偏振状态都可以分解成两个正交的线性偏振波的组合，所以两个系数就足够了。以下是两种情况（由于电场分量、磁场分量、光的传播方向由右手螺旋定则确定，所以仅讨论电场方向的偏振）：
1. 偏振入射光的电场分量与入射光及反射光所形成的平面相互垂直。此时的入射光状态称为「s偏振态」，源于德语「垂直」。
2. 偏振入射光的电场分量与入射光及反射光所形成的平面相互平行。此时的入射光状态称为「p偏振态」，源于德语「平行」。

## 光强方程

菲涅耳方程中所用的变量

在右图中，入射光线PO到达两种介质交界面上的点O时，部分光线被反射，反射光为OQ，而另一部分被折射，折射光为OS。定义入射光线、反射光线和折射光线各自与法线形成的夹角分别为{\displaystyle \theta _{i}\,}、{\displaystyle \theta _{r}\,}和{\displaystyle \theta _{t}\,}。
入射角与反射角之间的关系由反射定律给出：
{\displaystyle \theta _{\mathrm {i} }=\theta _{\mathrm {r} }}
入射角与折射角之间的关系由折射定律给出。 普适的折射定律是:
{\displaystyle {\sqrt {n_{1}^{2}+\kappa _{1}^{2}}}\sin \theta _{\mathrm {i} }={\sqrt {n_{2}^{2}+\kappa _{2}^{2}}}\sin \theta _{\mathrm {t} }}
其中n是折射率，{\displaystyle \kappa }是消光系数。对于无吸收损耗介质，{\displaystyle \kappa _{1}=\kappa _{2}=0}，折射定律在此特殊情况下就是斯涅尔定律：
{\displaystyle {\frac {\sin \theta _{\mathrm {i} }}{\sin \theta _{\mathrm {t} }}}={\frac {n_{2}}{n_{1}}}}
虽然目前教科书还用复数斯涅尔定律来描述损耗介质中的折射，但最近的理论和实验已经验证它是无效的，不能正确描述和模拟电磁波在有吸收损耗介质参与的界面的反射和折射。
一定功率的入射光被界面反射的功率比例称为反射率（反射比）{\displaystyle R\,}；折射的功率比例称为透射率（透射比）{\displaystyle T\,}。对反射比和透射比的计算需要用到电动力学中的电磁波传播理论，具体方法可参考玻恩的《光学原理：光的传播、干涉和衍射的电磁理论》以及杰克逊的《经典电动力学》。
反射比和透射比的具体形式还与入射光的偏振有关。如果入射光的电矢量垂直於右图所在平面（即s偏振），反射比为
{\displaystyle R_{s}=\left({\frac {n_{1}\cos \theta _{i}-n_{2}\cos \theta _{t}}{n_{1}\cos \theta _{i}+n_{2}\cos \theta _{t}}}\right)^{2}}
其中{\displaystyle \theta _{t}\,}是由折射定律从{\displaystyle \theta _{i}\,}导出的。如果是无吸收损耗，还可用三角恒等式化简。
如果入射光的电矢量位于右图所在平面内（即p偏振），反射比为
{\displaystyle R_{p}=\left({\frac {n_{1}\cos \theta _{t}-n_{2}\cos \theta _{i}}{n_{1}\cos \theta _{t}+n_{2}\cos \theta _{i}}}\right)^{2}}
透射比无论在哪种情况下，都有{\displaystyle T=1-R\,}。
如果入射光是无偏振的（含有等量的s偏振和p偏振），反射比是两者的算数平均值：{\displaystyle R={\frac {R_{s}+R_{p}}{2}}\,}。
反射和折射光波的振幅与入射光波振幅的比值（通常称为反射系数和透射系数）也可用类似的方程给出，这些方程也称作菲涅耳方程:
{\displaystyle r_{\text{s}}={\frac {n_{1}\cos \theta _{\text{i}}-n_{2}\cos \theta _{\text{t}}}{n_{1}\cos \theta _{\text{i}}+n_{2}\cos \theta _{\text{t}}}}},
{\displaystyle t_{\text{s}}={\frac {2n_{1}\cos \theta _{\text{i}}}{n_{1}\cos \theta _{\text{i}}+n_{2}\cos \theta _{\text{t}}}}\,},
{\displaystyle r_{\text{p}}={\frac {n_{2}\cos \theta _{\text{i}}-n_{1}\cos \theta _{\text{t}}}{n_{2}\cos \theta _{\text{i}}+n_{1}\cos \theta _{\text{t}}}}},
{\displaystyle t_{\text{p}}={\frac {2n_{1}\cos \theta _{\text{i}}}{n_{2}\cos \theta _{\text{i}}+n_{1}\cos \theta _{\text{t}}}}\,.}
根据不同的体系和符号习惯，它们可以有不同形式。反射系数和透射系数通常用小写的 {\displaystyle r\,}和 {\displaystyle t\,}表示。在某些体系中，它们满足条件：
{\displaystyle R=|r|^{2},} {\displaystyle T={\frac {n_{2}\cos \theta _{t}}{n_{1}\cos \theta _{i}}}|t|^{2}}
对於给定的折射率{\displaystyle n_{1}\,}和{\displaystyle n_{2}\,}且入射光为p偏振光时，当入射角为某一定值时{\displaystyle R_{p}\,}为零（无吸收损耗的情况），此时p偏振光被完全透射而无反射光出射。这个角度被称作布儒斯特角，对於空气或真空中的玻璃介质约为56°。注意{\displaystyle R_{p}\,}为零只是对於两种折射率都为实数的介质才有可能，对於会吸光的物质，例如金属和半导体，折射率是一个复数，从而{\displaystyle R_{p}\,}的最小值一般不为零。
当光从光密介质向光疏介质传播时（即{\displaystyle n_{1}\ >n_{2}\,}时），存在一个临界的入射角，对於大于此入射角的入射光{\displaystyle R_{s}=R_{p}=1\,}，此时入射光完全被界面反射。这种现象称作全内反射，临界角被称作全反射临界角，对於空气中的玻璃约为41°。
当光线以近法线入射（{\displaystyle \theta _{i}\approx \theta _{t}\approx 0\,}）时，反射比和透射比分别为：
{\displaystyle R=R_{s}=R_{p}=\left({\frac {n_{1}-n_{2}}{n_{1}+n_{2}}}\right)^{2}}
{\displaystyle T=T_{s}=T_{p}=1-R={\frac {4n_{1}n_{2}}{\left(n_{1}+n_{2}\right)^{2}}}}
对於普通的玻璃，反射比大约为4%。注意窗户对光波的反射包括前面一层以及后面一层，因而少量光波会在两层之间来回振荡形成干涉。如忽略这种干涉效应，这两层合并后的反射比为{\displaystyle {\frac {2R}{1+R}}\,}（见下）。
需要指出的是这里所有的讨论都假设介质的磁导率{\displaystyle \mu \,}都等于真空磁导率{\displaystyle \mu _{0}\,}。对於大多数电介质而言这是近似正确的，但对其他类型的物质来说不正确，因而若考虑这一点则菲涅耳方程的形式会更加复杂。

## 多重界面的效应
当光在两层以上平行表面发生多重反射时，多列反射光波往往会互相发生干涉，从而有可能会使系统总的透射光和反射光振幅表达起来相当复杂，这通常是波长（或频率）的函数。一个例子是漂浮在水面上的油膜，在光照下会产生多种色彩；其他例子还包括法布里－珀罗干涉仪、透镜等光学仪器表面所用的能极大降低反射率的镀膜（增透膜），以及各种光学滤波器。对这些效应的定量计算仍然是基于菲涅耳方程的，但也要考虑额外产生的干涉所带来的影响，通常可以采用光学中的传递矩阵方法来计算这些问题。